# 424 v.Chr.
Het jaar 424 v.Chr. is een jaartal volgens de christelijke jaartelling. 

## Gebeurtenissen

### Perzië
- Xerxes II volgt zijn vader op als koning van het Perzische Rijk. Na 45 dagen op de troon wordt hij in Susa door zijn halfbroer Sogdianus vermoord.

### Griekenland
- Het Atheense leger onder Hippocrates wordt door de Boeotiërs in de Slag bij Delium verslagen.
- De Spartaanse generaal Brasidas verovert Amphipolis in Thracië. Tijdens de opmars door Boeotië en Thessalië voegt het Spartaanse leger van 700 heloten en 1000 Peloponnesische huurlingen zich bij de Macedonische koning Perdiccas II van Macedonië.
- Thucydides wordt wegens het verlies van Amphipolis voor twintig jaar uit Athene verbannen.
- De Atheners onder Nicias belagen de ballingen van Egina.
- De Atheners onder Lamachus trachten tevergeefs Heraclea Pontica in te nemen. De Atheense vloot gaat voor anker voor een blokkade, maar een storm vernielt hun schepen.
- Aristophanes schrijft Hippeis.

## Geboren
- Cyrus de Jongere (~424 v.Chr. - ~401 v.Chr.), koning van Perzië

## Overleden
- Artaxerxes I, koning van Perzië
- Xerxes II (~436 v.Chr. - ~424 v.Chr.), koning van Perzië (12)
- Damaspia, koningin van Perzië